# Tata Communications
Tata Communications — индийская телекоммуникационная компания, предоставляет услуги национальной и международной голосовой связи, передачу данных, оператор обширной сети подводных и наземных кабелей связи. Входит в состав Tata Group.

## История
Компания была создана в марте 1986 года правительством Индии под названием Videsh Sanchar Nigam Limited (VSNL) на основе активов Министерства связи в сфере международных телекоммуникаций. В 1992 году компания открыла свою станцию спутниковой связи. С 1995 года начала предоставлять услуги доступа к интернету. В феврале 2002 года компания была приватизирована, контрольный пакет акций в ней приобрела Tata Group. В 2005 году была куплена компания Tyeo Global Network, что сделало VSNL одним из крупнейших в мире операторов подводных кабелей. В январе 2008 года название VSNL было изменено на Tata Communications. В 2011 году была куплена компания BitGravity, поставщик интернет-контента. В 2013 году Tata Communications начала развивать свою сеть банкоматов под брендом Indicash. В 2016 году сеть из 14 дата-центров в Индии и 3 в Сингапуре была продана сингапурской компании ST Telemedia.

## Деятельность
Инфраструктура компании включает 240 тыс. км подводных и 90 тыс. км наземных волоконно-оптических кабелей. Потребление электроэнергии за 2021/22 финансовый год составило 173 млн кВт-часов. Основные услуги:
- Передача данных — 77 % выручки;
- Голосовая связь — 14 % выручки;
- Другие услуги — облачные вычисления, интернет вещей, информационная поддержка спортивных и культурных мероприятий, торговля контентом, 10 % выручки.

Регионы деятельности по состоянию на 2021/22 финансовый год:
- Индия — 43 % выручки;
- Америка — 27 % выручки;
- Европа — 13 % выручки;
- Азиатско-Тихоокеанский регион — 10 % выручки;
- Ближний Восток и Африка — 7 % выручки;